# Ken (Street Fighter)

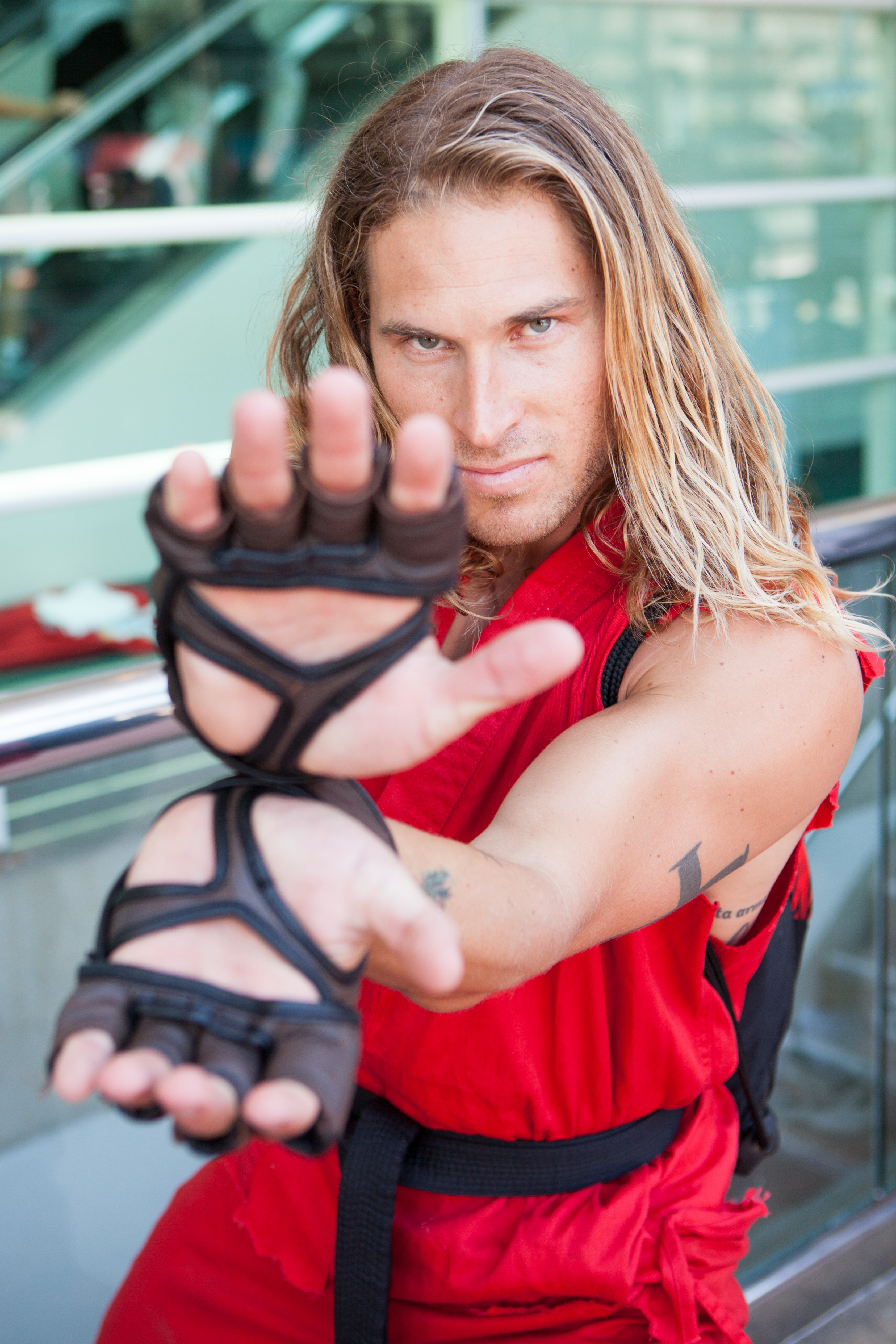
En person utklädd till Ken.

Ken Masters (ケン・マスターズ) är en fiktiv TV-spelskaraktär i fightingspelet Street Fighter utvecklat av Capcom. Ken är en av hjältarna i serien och är en av huvudkaraktärerna tillsammans med hans bästa vän Ryu. Ken debuterade i Street Fighter och har varit med i alla efterföljande spel.

## Biografi
När Ken var ungefär 12 år gammal bestämde hans far, en rik hotellmagnat, att Ken behövde lära sig mer disciplin, annars skulle han växa upp och bli en bortskämd brat. Kens far skickade honom därför till Japan och till sin bästa vän, den mystiska karatemästaren Gouken. Först var Ken mycket ovillig och tveksam till att lära sig av Gouken och han ville åka tillbaka till USA, men efter en tid fick han mer respekt för sin mästare. Han började trivas bättre och bättre och blev snabbt bra kompis med Goukens adoptivson, Ryu.
När Ryu var 18 ansåg Gouken att båda hans adepter hade växt upp till starka kämpar, och han bestämde att deras träning var klar och de kunde lämna hans dojo. Ryu bestämde sig för att resa runt i världen och fortsätta sin träning, medan Ken var glad över att han äntligen kunde återvända till USA. Efter att ha kommit hem ställde han upp i många turneringar och han vann de flesta.
Ken ställde aldrig upp i den första Street Fighterturneringen utan han ställde istället upp i den första nationella kampsportsturneringen i USA. Innan dess hade turneringen vunnits av Charlie Nash. I turneringen träffade han också Eliza, som senare blev hans flickvän.
Efter att ha vunnit återvände han till Goukens dojo för att berätta de goda nyheterna, men när han kom dit såg han när Akuma slogs med Gouken och till sist dödade honom. Ken försökte slå ner Akuma men misslyckades. 
Ken började söka efter Akuma över hela världen och efter sin vän Ryu. Han ville berätta för Ryu vad som hänt, och så ville han ha en match mot Ryu. På vägen slogs han mot Dan och besegrade honom. Efter en tid hittade han Ryu. Ken lyckades övertyga Ryu om att de skulle gå en match mot varandra, men senare insåg Ken att Ryu inte var sig själv efter sin vinst mot Sagat. Ryu förklarade för Ken att det fanns en brinnande vrede djupt inom honom som försöker ta över honom. Ken gav Ryu sitt röda hårband som en påminnelse att vara fokuserad, vilket gjorde Ryu mycket bättre till mods. Ken återvände hem och började träna ännu hårdare vetandes att Ryu var mycket starkare än han såg ut.
Ken började fundera över sitt eget liv nu när Ryu verkade vara på rätt spår igen, men han själv? Ken träffade Karin som berättade för honom att hon hade följt hans karriär och att hon försökte besegra sin rival Sakura för att bevisa att hon var bättre. Ken sa till henne att det var bra att ha en rival som gjorde så att man tränade hårdare och fokuserade bättre. Efter denna konversation med Karin lyckades Ken fokusera igen. Han åkte iväg för att träffa Sakura och frågade om hon ville gå en vänskapsmatch mot honom, hon accepterade, men det var oklart vem som vann. Efter matchen började både Ken och Sakura att leta efter Ryu, men de fick reda på att han hade blivit hjärntvättad av M. Bison. Ken och Sakura försökte att slå ner Bison för att distrahera honom. Efter ett tag blev Ryu sig själv och han besegrade Bison med hjälp av Ken. Efteråt pratade han med Ken och sa att Ken var tvungen och vänta på deras returmatch därför att Ryu fortfarande hade mycket att lära. Ken lovade sig själv att han skulle träna hårdare.
Ken fick en inbjudan till den andra Street Fighterturneringen, men sedan han vann U.S Martial Arts tournament hade han tränat mindre och tillbringat mycket tid med sin flickvän. Det var bara när Ryu utmanade honom som Ken gick en turnering eller tränade hårdare. Han slogs i turneringen men han vann inte, han kan dock ha vunnit mot Ryu. Efter turneringen gifte han sig med Eliza och de fick senare en son, Mel.
Ken ställde upp i den tredje Street Fighterturneringen och vi den här tiden hade Ken motvilligt börjat träna en brasiliansk tonåring, Sean. Han slogs mot Sean och vann, men han förlorade mot Ryu, han hade också börjat träna sin son Mel nu, och ibland bad Ken Sean att gå ut och utmana Ryu så att han och Eliza kunde få lite tid för sig själva.
Ken hörde talas om en mystisk organisation och gick och undersökte saken och han kan ha slagits mot Urien. Senare vann han sin tredje titel i "U.S. Martial Arts tournament", han gav trofén till Sean som sa att han hellre skulle vunnit den själv. Efter en tid hörde han att Ryu hade letat efter honom och de hade senare sin efterlängtade returmatch som Ryu vann. Ken ägnade sedan tiden åt sin familj och affärer.

## Tekniker
I det första Street Fighter var Ken och Ryu identiska i sin fightingstil. I Street Fighter II var de också lika men i de efterföljande uppdateringarna blev Ken snabbare än Ryu och Kens Shoryuken blev bättre.
Kens Shoryuken var mycket kraftfullare än Ryus och Kens Tatsumaki Senpuukyaku var snabbare men inte lika kraftfull som Ryu. Ryus Hadouken är snabbare än Kens.

### Superslag
- Shouryuu Reppa
- Shinryuken
- Shippu Jinrai Kyaku Super Art
- Kuzuuryu Reppa (endast i EX)

## Övrigt
- Ken är 3/4 japan och 1/4 amerikan. Ken färgar sitt hår blont, vilket förklarar hans mörka ögonbryn.
- Ken hade inget efternamn från början men han fick namnet Masters på grund av actionfigurerna som skapades under Street Fighter II:s guldtid. Mattel hotade med att stämma dem eftersom deras figur skulle då ha samma namn som deras världskända docka Ken.
- Figuren gör en cameoroll i Disneyfilmen Röjar-Ralf.